# Trois sonatines pour piano
Pour les articles homonymes, voir Sonatine (homonymie).
Les Trois sonatines pour piano de Germaine Tailleferre sont une œuvre pour piano composée entre 1975 et 1978.

## Structure et analyse
Le recueil comporte trois sonatines :

### Première sonatine
Sa durée d'exécution est d'environ 2 minutes et 30 secondes.

### Deuxième sonatine
Sa durée d'exécution est d'environ 2 minutes.

### Troisième sonatine
Sa durée d'exécution est d'environ 3 minutes.

## Publication
L'ensemble a paru en 1993 aux éditions Lemoine.

## Discographie
- David de Lucia, Music for Quiet Listening, label David DeLucia